# Prima Divisione 2011-2012 (Libano)
La stagione 2011-2012 è stata la cinquantaduesima edizione della Prima Divisione, massimo livello del campionato libanese di calcio.

## Squadre partecipanti

### Profili
| Club partecipanti | Città   | Stadio                      | Stagione 2010-2011                        |
| ----------------- | ------- | --------------------------- | ----------------------------------------- |
| Al-Ahed           | Beirut  | Stadio Municipale           | Campione del Libano                       |
| Ahli Sidone       | Sidone  | Saida International Stadium | 2° in Lebanese Second Division (promosso) |
| Akhaa Ahli Aley   | Aley    | Stadio Amin AbdelNour       | 7° in Lebanese Premier League             |
| Ansar             | Beirut  | Stadio Municipale           | 4° in Lebanese Premier League             |
| Mabarra           | Beirut  | Mabarrah Stadium            | 5° in Lebanese Premier League             |
| Tadamon Tiro      | Tiro    | Sour Stadium                | 10° in Lebanese Premier League            |
| Nejmeh            | Beirut  | Stadio Rafiq al-Hariri      | 3° in Lebanese Premier League             |
| Racing Beirut     | Beirut  | Stadio Fouad Shebab         | 6° in Lebanese Premier League             |
| Safa              | Beirut  | Safa Stadium                | 2° in Lebanese Premier League             |
| Salam Tiro        | Tiro    | Sour Stadium                | 8° in Lebanese Premier League             |
| Shabab Sahel      | Beirut  | Stadio Municipale           | 9° in Lebanese Premier League             |
| Tripoli           | Tripoli | Stadio Municipale           | 1° in Lebanese Second Division (promosso) |

### Allenatori
| Club            | Allenatore       |
| --------------- | ---------------- |
| Al-Ahed         | Mohamad Al-Sahel |
| Ahli Sidone     | Hussein Khaskieh |
| Akhaa Ahli Aley | Samir Saad       |
| Ansar           | Jamal Taha       |
| Mabarra         | Assaf Kahlifa    |
| Tadamon Tiro    | Mohammad Zheir   |

| Club          | Allenatore         |
| ------------- | ------------------ |
| Nejmeh        | Moussa Hojejj      |
| Racing Beirut | David Nakhid       |
| Safa          | Akram Ahmad Salman |
| Salam Tiro    | Foad Saad          |
| Shabab Sahel  | Hajj Hammoud       |
| Tripoli       | Younis Qatan       |

## Classifica finale
|                   | Pos. | Squadra         | Pt | G  | V  | N  | P  | GF | GS | DR  |
| ----------------- | ---- | --------------- | -- | -- | -- | -- | -- | -- | -- | --- |
| Libano (bandiera) | 1.   | Safa            | 55 | 22 | 17 | 4  | 1  | 50 | 16 | +34 |
|                   | 2.   | Nejmeh          | 51 | 22 | 16 | 3  | 3  | 37 | 16 | +21 |
|                   | 3.   | Al-Ahed         | 48 | 22 | 14 | 6  | 2  | 42 | 17 | +25 |
|                   | 4.   | Ansar           | 41 | 22 | 12 | 5  | 5  | 35 | 24 | +11 |
|                   | 5.   | Akhaa Ahli Aley | 28 | 22 | 8  | 4  | 10 | 28 | 32 | -4  |
|                   | 6.   | Shabab Sahel    | 27 | 22 | 7  | 6  | 9  | 25 | 26 | -1  |
|                   | 7.   | Tripoli         | 24 | 22 | 5  | 9  | 8  | 26 | 26 | +0  |
|                   | 8.   | Racing Beirut   | 23 | 22 | 5  | 8  | 9  | 18 | 25 | -7  |
|                   | 9.   | Salam Tiro      | 21 | 22 | 5  | 6  | 11 | 28 | 38 | -10 |
|                   | 10.  | Tadamon Tiro    | 20 | 22 | 3  | 11 | 8  | 15 | 26 | -11 |
|                   | 11.  | Mabarra         | 13 | 22 | 3  | 4  | 15 | 21 | 44 | -23 |
|                   | 12.  | Ahli Sidone     | 10 | 22 | 2  | 4  | 16 | 18 | 53 | -35 |

Legenda:

      Campione del Libano e ammessa alla Coppa dell'AFC 2013
      Ammessa alla Coppa dell'AFC 2013 come vincitrice della Coppa del Libano 2012
      Retrocesse in Lebanese Second Division 2012-2013
Note:

Tre punti a vittoria, uno a pareggio, zero a sconfitta.

## Risultati

### Tabellone
|                  | Ahd  | Als  | Aka  | Ans  | Amb  | Njm  | Tad  | Rcb  | Sfa  | Sls  | Sas  | Tsc  |
| ---------------- | ---- | ---- | ---- | ---- | ---- | ---- | ---- | ---- | ---- | ---- | ---- | ---- |
| Al-Ahed Beirut   | –––– | 2-1  | 3-0  | 2-2  | 2-0  | 1-1  | 3-1  | 1-1  | 1-1  | 3-1  | 1-0  | 2-2  |
| Al-Ahli (Sidone) | 0-2  | –––– | 1-3  | 1-3  | 0-1  | 0-1  | 1-0  | 1-1  | 0-4  | 3-3  | 1-1  | 2-1  |
| Al-Akhaa Al-Ahli | 1-5  | 4-1  | –––– | 0-1  | 3-3  | 1-0  | 0-0  | 0-1  | 0-1  | 1-0  | 1-1  | 3-1  |
| Al-Ansar         | 1-0  | 4-2  | 1-2  | –––– | 3-2  | 0-0  | 0-1  | 1-0  | 1-3  | 3-1  | 2-3  | 2-0  |
| Al-Mabarrah      | 1-2  | 4-0  | 2-2  | 0-1  | –––– | 2-4  | 0-2  | 1-4  | 1-3  | 3-2  | 0-2  | 1-3  |
| Nejmeh           | 0-3  | 2-2  | 2-1  | 2-0  | 3-0  | –––– | 3-1  | 1-0  | 0-1  | 2-1  | 1-0  | 2-1  |
| Al-Tadamon       | 1-2  | 1-0  | 1-0  | 0-0  | 1-1  | 0-3  | –––– | 1-1  | 1-3  | 1-1  | 1-1  | 0-0  |
| Racing Beirut    | 0-2  | 2-0  | 0-1  | 0-2  | 1-0  | 0-3  | 1-1  | –––– | 2-2  | 0-0  | 1-1  | 1-1  |
| Safa Beirut      | 2-0  | 5-0  | 2-1  | 2-2  | 2-0  | 0-1  | 5-1  | 0-0  | –––– | 3-1  | 3-0  | 2-1  |
| Salam Sour       | 1-2  | 2-1  | 2-2  | 1-3  | 1-0  | 1-2  | 0-0  | 2-2  | 2-3  | –––– | 0-2  | 0-0  |
| Shabab Al-Sahel  | 0-2  | 3-1  | 4-1  | 0-1  | 1-1  | 0-2  | 1-0  | 1-1  | 0-2  | 1-3  | –––– | 1-3  |
| Tripoli SC       | 2-2  | 5-2  | 2-1  | 2-2  | 0-0  | 1-2  | 0-0  | 2-0  | 0-0  | 2-3  | 0-1  | –––– |

## Statistiche

### Classifica dei marcatori
Nel corso del campionato sono state segnate 167 reti da 123 giocatori diversi.
| Gol | Rigori |  | Giocatore         | Squadra      |
| --- | ------ |  | ----------------- | ------------ |
| 12  | 2      |  | Mohamad Haidar    | Safa         |
| 11  |        |  | Hassan Chaito     | Al-Ahed      |
| 10  |        |  | Oliseh Diallo     | Shabab Sahel |
| 10  |        |  | Samuel Ngo-Oshina | Safa         |
| 9   | 1      |  | Abbas Ahmad Atwi  | Nejmeh       |

| Gol | Rigori |  | Giocatore       | Squadra         |
| --- | ------ |  | --------------- | --------------- |
| 8   | 1      |  | Ibrahim Swidan  | Tripoli         |
| 7   |        |  | Mahmoud El Ali  | Al-Ahed         |
| 7   |        |  | Mahmoud Kojok   | Ansar           |
| 7   |        |  | Mohammad Nassar | Salam Tiro      |
| 7   | 1      |  | Fahed Ouda      | Akhaa Ahli Aley |